# Asmus Jacob Carstens
Asmus Jacob Carstens (født 10. maj 1754 i Skt. Jørgen ved Slesvig by, død 25. maj 1798 i Rom) var en dansk-tysk kunstmaler. Han var broder til Frederik Christian Carstens.
Efter skolegangen i Slesvig Domskole gik han 18 år gammel i vintapperlære i Egernførde. I 1776 rejste han til København for at studere ved Det Kongelige Danske Kunstakademi. Hans store stilistiske forbilleder blev her renæssancemalerne Michelangelo Buonarroti og Raffaello Santi. Samtidig studerede han antikkens forfattere Homer, Sofokles, Platon og senere forfattere som Dante, Shakespeare og Ossian. På grund af uoverensstemmelser med akademiets ledelse påbegyndte Carstens 1783 en rejse til Italien. Efter opholdet i Norditalien rejste han til Lübeck, hvor han levede af at male portrætter. Carstens opholdt sig i Lübeck til 1788. 
I 1788 og 1789 udstillede Carstens i Berlin og modtog en pris fra byens kunstakademi. I 1790 blev han udnævnt til professor ved kunstakademis tegneklasse. I 1792 modtog Carstens et stipendium til Rom. Han besluttede at blive i Rom og brød med akademiet i Berlin. Han døde i Rom i 1798 af en lungelidelse. Carstens blev med sit nyklassicistiske maleri et forbillede for mange danske og tyske kunstnere i Rom. Blandt dem var også Bertel Thorvaldsen.
I København findes et monument for Asmus Jacob Carstens.